# Torrozelo
Torrozelo (auch Torroselo) ist eine Ortschaft und ehemalige Gemeinde in Portugal.

## Geschichte
Erstmals offiziell dokumentiert wurde der Ort im Jahr 1136, in der von D. Afonso Henriques ausgestellten Stadtrechtsurkunde für Seia. Erstmals eigene Stadtrechte erhielt Torrozelo im 12. Jahrhundert, später als 1150 (das genaue Datum ist nicht überliefert). König D. Manuel I. erneuerte die Stadtrechte 1514. Torrozelo blieb Sitz eines eigenständigen Kreises bis zu den Verwaltungsreformen nach der Liberalen Revolution 1822 und dem 1834 folgenden Miguelistenkrieg. 1836 wurde der Kreis Torrozelos aufgelöst und Seia angegliedert.
Im Zuge der Gebietsreform 2013 wurde Torrozelo mit Folhadosa zu einer neuen Gemeinde zusammengeschlossen.

## Verwaltung
Torrozelo war eine Gemeinde (Freguesia) im Kreis (Concelho) von Seia, im Distrikt Guarda. Am 30. Juni 2011 hatte die Gemeinde 481 Einwohner auf einem Gebiet von 6,5 km².
Im Zuge der Administrative Neuordnung in Portugal wurde die Gemeinde zum 29. September 2013 aufgelöst und mit Folhadosa zur neuen Gemeinde União das Freguesias de Torrozelo e Folhadosa zusammengeschlossen. Sitz der neuen Gemeinde wurde Torrozelo.